# Andrena puthua
Andrena puthua är en biart som först beskrevs av Cockerell 1910.  Andrena puthua ingår i släktet sandbin, och familjen grävbin. Inga underarter finns listade i Catalogue of Life.